# 三氧化氮
三氧化氮是一种不稳定的氮氧化物，化学式为NO3。它是五氧化二氮气相分解的中间产物：
{\displaystyle {\rm {\ N_{2}O_{5}\rightarrow NO_{2}+NO_{3}}}}
该物质存在时间很短，但吸收光谱能检测到它的存在。实验证明它具有顺磁性。此外硝酸铈铵等氧化剂在光照条件下氧化烯烃的过程也被认为有三氧化氮这一中间产物的产生。它还与五氧化二氮催化臭氧分解的反应有关，这对臭氧层会造成破坏，因此引起了人们的兴趣。三氧化氮的空间构型可能为平面正三角形，但至今未将它分离出来。